# 安澤英雄
安澤 英雄（あんざわ ひでお、1941年8月16日 - 2002年10月7日）は、日本の実業家。オリジン東秀の創業者。

## 略歴
1941年、出生。1964年、明治大学卒業。
1966年、有限会社東秀を設立。1967年、中華料理店第1号店を東京都世田谷区に開店。1976年に株式会社に改組し代表取締役社長に就任。
1994年、神奈川県川崎市に総菜と弁当の併売店「オリジン弁当」第1号店を開店。現代人の食生活や食糧問題に対する強い問題意識をもち、「国民のための基準食を作る」というコンセプトの下、農家との共同生産など食材を重視し原料の成分分析まで行い、塩分や甘さを抑え化学調味料や防腐剤や添加物などを使わない、ユーザーの健康を第一に考えた取組みは、従来の業界の常識であった濃い味付けや、コスト、効率などを優先させるといった慣習を打ち破るものであり、徐々に支持を拡げ、同社の中核事業となった。
1997年に会社の商号を「株式会社東秀」から「オリジン東秀株式会社」に変更。2000年、代表取締役会長。2002年10月7日、癌性腹膜炎のため死去。